# Championnats d'Afrique de judo 2012
Navigation
Édition précédente Édition suivante
Les Championnats d'Afrique de judo 2012 sont la 33e édition de cette compétition. Ils ont été disputés  du 5 au 8 avril 2012 à Agadir au Maroc. Ils ont été dominés par  les pays d'Afrique du Nord avec en tête le Maroc, pays organisateur, (5 médailles d'or) suivi de la Tunisie (4 médailles d’or), de l'Algérie (3) , de l'Égypte (2) et de la Libye (1 médaille d'or). Seul le Cameroun a contesté cette domination en s'accaparant le titre des moins de 90 kg. Par ailleurs deux épreuves de Kata ont été programmées au cours de cette compétition.

## Tableau des médailles
Le tableau des médailles officiel ne prend pas en compte les deux compétitions par équipes.
| Rang  | Nation         | Or | Argent | Bronze | Total |
| ----- | -------------- | -- | ------ | ------ | ----- |
| 1     | Maroc          | 5  | 0      | 6      | 11    |
| 2     | Tunisie        | 4  | 6      | 2      | 12    |
| 3     | Algérie        | 3  | 3      | 9      | 15    |
| 4     | Égypte         | 2  | 3      | 2      | 7     |
| 5     | Cameroun       | 1  | 0      | 2      | 3     |
| 6     | Libye          | 1  | 0      | 1      | 2     |
| 7     | Sénégal        | 0  | 1      | 2      | 3     |
| 8     | Gabon          | 0  | 1      | 1      | 2     |
| -     | Afrique du Sud | 0  | 1      | 1      | 2     |
| 10    | Angola         | 0  | 1      | 0      | 1     |
| 11    | Côte d'Ivoire  | 0  | 0      | 2      | 2     |
| 12    | Burkina Faso   | 0  | 0      | 1      | 1     |
| -     | Ghana          | 0  | 0      | 1      | 1     |
| -     | Maurice        | 0  | 0      | 1      | 1     |
| Total | Total          | 16 | 16     | 31     | 63    |

## Podiums

### Femmes
| Épreuves                          | Or                    | Argent                  | Bronze                                               |
| --------------------------------- | --------------------- | ----------------------- | ---------------------------------------------------- |
| Moins de 48 kg poids super-légers | Hela Ayari (TUN)      | Sabrina Saidi (ALG)     | Philomène Bata (CMR) Sandrine Ilendou (GAB)          |
| Moins de 52 kg poids mi-légers    | Soraya Haddad (ALG)   | Amani Khalfaoui (TUN)   | Hanane Kerroumi (MAR) Zouleiha Abzetta Dabonné (CIV) |
| Moins de 57 kg poids légers       | Ratiba Tariket (ALG)  | Hortense Diedhiou (SEN) | Fatima Zahra Ait Ali (MAR) Szandra Szogedi (GHA)     |
| Moins de 63 kg poids mi-moyens    | Rizlen Zouak (MAR)    | Asma Bjaoui (TUN)       | Kahina Saidi (ALG) Severine Nebie (BUR)              |
| Moins de 70 kg poids moyens       | Houda Miled (TUN)     | Antonia Moreira (ANG)   | Aicha Ben Abderrahman (ALG) Assma Niang (MAR)        |
| Moins de 78 kg poids mi-lourds    | Hana Mergheni (TUN)   | Audrey Koumba (GAB)     | Amina Temmar (ALG) Georgette Sagna (SEN)             |
| Plus de 78 kg poids lourds        | Sonia Asselah (ALG)   | Nihel Chikhrouhou (TUN) | Rania El Kilali (MAR)                                |
| Open kg Toutes catégories         | Rania El Kilali (MAR) | Nihel Chikhrouhou (TUN) | Annabelle Laprovidence (MRI) Monica Sagna (SEN)      |

### Hommes
| Épreuves                          | Or                       | Argent                      | Bronze                                            |
| --------------------------------- | ------------------------ | --------------------------- | ------------------------------------------------- |
| Moins de 60 kg poids super-légers | Yassine Moudatir (MAR)   | Fraj Dhouibi (TUN)          | Lyes Saker (ALG) Lusanda Ngoma (RSA)              |
| Moins de 66 kg poids mi-légers    | Ahmed El-Kawiseh (LBA)   | Houssem Khalfaoui (TUN)     | Ahmed Awad (EGY) Youcef Nouari (ALG)              |
| Moins de 73 kg poids légers       | Hussein Hafiz (EGY)      | Gideon Van Zyl (RSA)        | Mohamed Abdulnasr (GHA) Elarbi Grini (ALG)        |
| Moins de 81 kg poids mi-moyens    | Safouane Attaf (MAR)     | Abderrahman Benhamadi (ALG) | Seifeddine Ben Hassen (TUN) Mohamed Darwish (EGY) |
| Moins de 90 kg poids moyens       | Dieudonné Dolassem (CMR) | Hesham Mesbah (EGY)         | Kinapeya Roméo Kone (CIV) Amar Benikhlef (ALG)    |
| Moins de 100 kg poids mi-lourds   | Ramadan Darwish (EGY)    | Lyes Bouyakoub (ALG)        | Adil Fikri (MAR) Franck Moussima Ewane (CMR)      |
| Plus de 100 kg poids lourds       | El Mehdi Malki (MAR)     | Islam El Shahaby (EGY)      | Mohamed Amine Taieb (ALG) Fayçal Jaballah (TUN)   |
| Open kg Toutes catégories         | Fayçal Jaballah (TUN)    | Mohamed Sayed Youssef (EGY) | Bilel Zouani (ALG) Jalal Benalla (MAR)            |

### Par équipes
| Épreuves | Or      | Argent  | Bronze         |
| -------- | ------- | ------- | -------------- |
| Hommes   | Algérie | Tunisie | Sénégal Maroc  |
| Femmes   | Algérie | Tunisie | Cameroun Maroc |

## Épreuves de Kata
C'est la première fois que des épreuves de kata sont au programme.
| Épreuves     | Or                                         | Argent                                            | Bronze                                        |
| ------------ | ------------------------------------------ | ------------------------------------------------- | --------------------------------------------- |
| Nage No Kata | Algérie (Rachid Messaâdia - Ferhat Loutis) | Afrique du Sud (Carel Cross - Clinton Moura)      | Algérie (Rabie Kohli - Mohamed Akil)          |
| Kime No Kata | Libye (Ali El Mtawel - Jalal Abdulfatah)   | Côte d'Ivoire (Deza Elie Gbaté - Sylvestre Yopro) | Algérie (Hadj Reda Blaoui - Abdelhafid Samah) |